# Tatreez

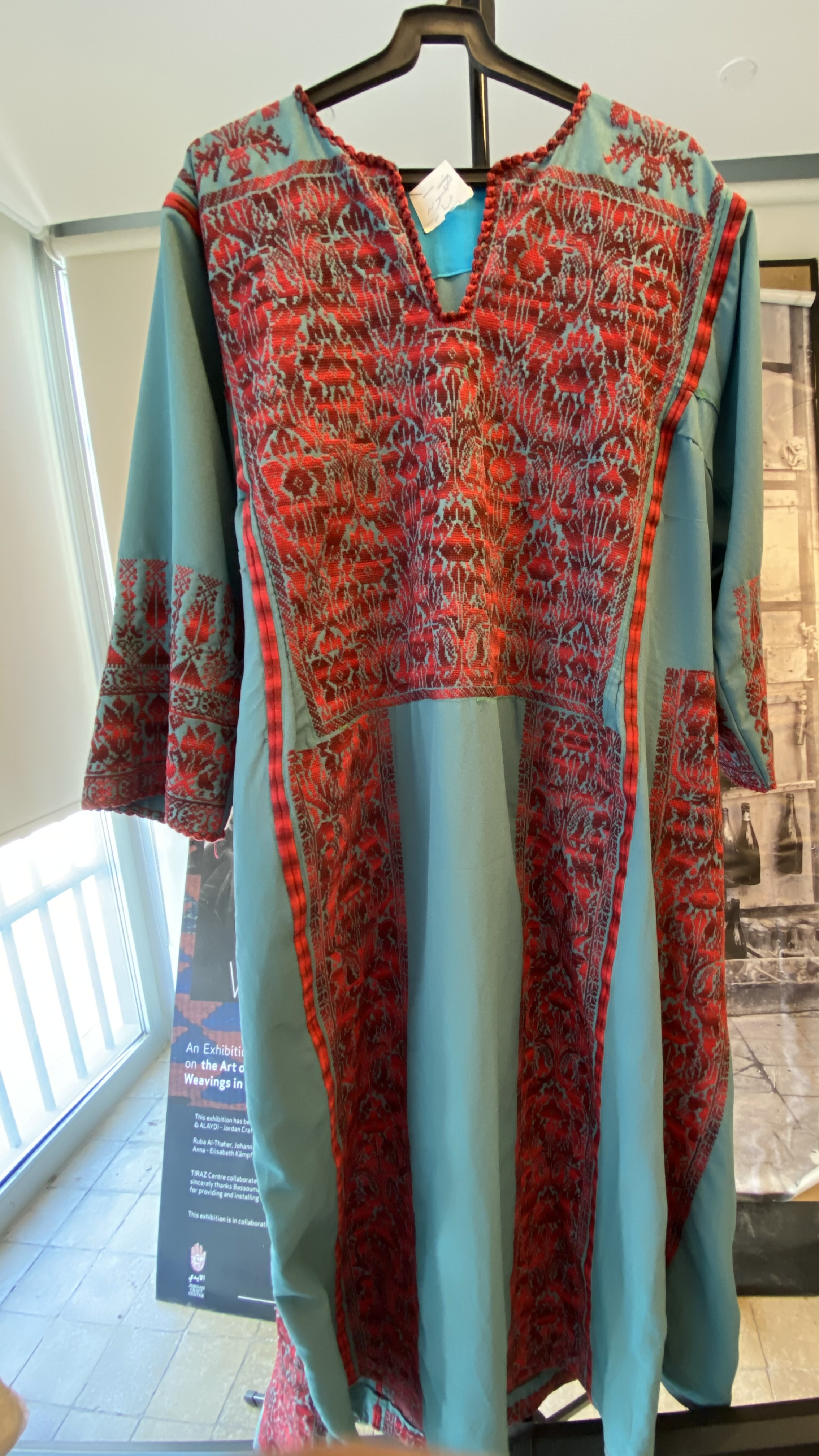
Palestijnse jurk (thobe) van na 1948

Tatreez (of taṭrīz) is een vorm van traditioneel Palestijns borduurwerk die wordt beoefend in Palestina en Palestijnse diasporagemeenschappen. Tatreez staat op de UNESCO-lijst van immaterieel cultureel erfgoed van de mensheid.

## Etymologie
Tatreez is de Arabische term voor borduurwerk. Het woord is afgeleid van het Arabische woord tarza, dat kruissteek betekent. In de Palestijnse regio wordt deze vorm van borduren ook Fallahi of Fallahi-tatreez genoemd, afgeleid van het woord Fallah wat boer of dorpsarbeider betekent, de oorspronkelijke makers van tatreez.

## Geschiedenis

### Oude geschiedenis
Tatreez wordt gezien als meer dan drieduizend jaar oud. Oude kunstwerken, ivoorgravures en beschilderde tegels worden vermeld die Kanaänieten uit de Levant zouden tonen in kleding specifiek voor de regio en die verschilde van die van naburige culturen, zoals de Syriërs en de Nubiërs. Tatreez is gevonden op de jurken van acht vrouwelijke mummies in de Qadisha Vallei in Libanon, gedateerd op 1283 na christus. Tatreez werd tot 1948 vooral gemaakt en gedragen door vrouwen in dorpen van Palestina. Elk dorp en elke regio had zijn eigen motieven en patronen. Vanaf 1948 werd het tatreez in heel Palestina populair, en daarna ook in de Palestijnse diaspora. 

### Tatreez na 1948
Na de Nakbah van 1948 werd er in de jaren 60 in de vluchtelingenkampen in Gaza en de Westelijke Jordaanoever weer Palestijns borduurwerk gemaakt. Doordat de inwoners van verschillende dorpen bij elkaar leefden begonnen vrouwen hun patronen met elkaar te delen. Veel Palestijnse vrouwen konden de materialen die nodig waren voor het maken van tatreez, of de zijde en kralen waarmee de thobe versierd was, niet meer betalen. Ook konden ze de traditionele stoffen niet meer vinden. De borduurwerken die zij maakten en de thobes die zij droegen, 'kampjurken', waren niet langer streekgebonden. Tatreez werd een mix van patronen en stijlen uit verschillende delen van Palestina. 
In de jaren 90 werden collectieven opgericht om het borduurwerk te kunnen verkopen. Het eerste tatreezproject werd in 1950 opgericht met hulp van UNWRA. Ook in de diaspora waren er jonge vrouwen die de tatreezcultuur niet willen verliezen. Wereldwijd ontstonden er zo Palestijnse borduurcollectieven.

## Werkwijze

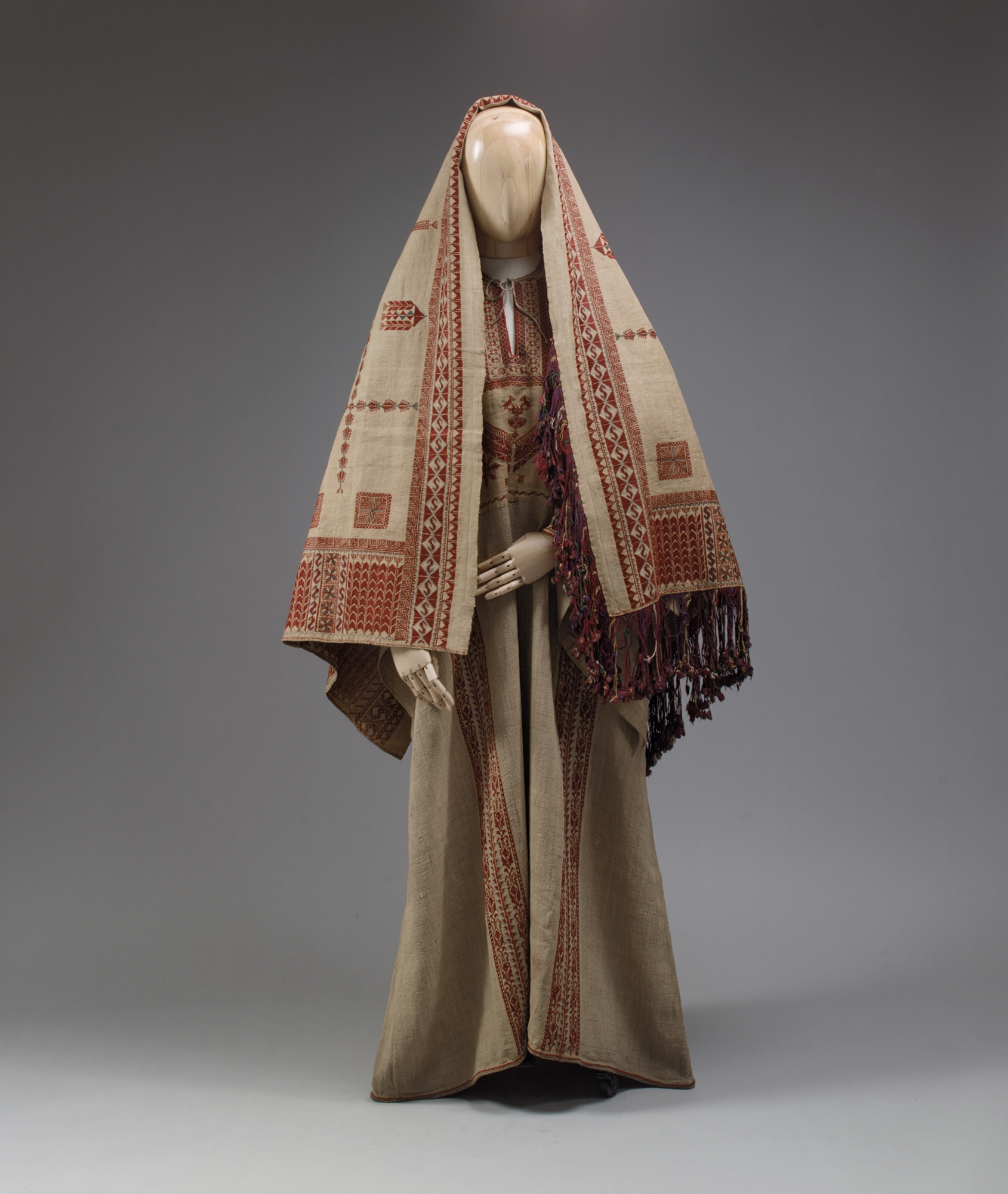
Palestijnse thobe, met tatreez uit Ramallah uit de 19 eeuw (Metropolitan museum of art)

Traditioneel werd het borduurwerk aangebracht op de thobe, een lange tuniek. De thobe werd versierd met verschillende symbolen, zoals geometrische patronen, vogels of planten. Het borduurwerk liep over het borstpaneel, de mouwen en verticale delen naar onderen. Tatreez werd gemaakt met behulp van zijde, goud en zilverdraad.
De meeste draden werden gekleurd met natuurlijke kleurstoffen. Indigo, een veel voorkomende plant in de Jordaanvallei, werd gebruikt om de kleurstof indigo te maken. Lichtblauw tatreez was goedkoper, want het was minder werk. Hoe dieper het blauw van de tatreez, hoe rijker de drager ervan was. De rood gekleurde tatreez werd gekleurd met een kleurstof die werd gemaakt met behulp van inheemse planten zoals meekrap en insecten zoals schildluizen voor kermes en cochenilleluis voor karmijnzuur. In de tweede helft van de negentiende eeuw werd ook steeds meer gebruik gemaakt van zijde die met synthetische kleuren, zoals paars en roze, was geverfd.

## Betekenissen van patronen

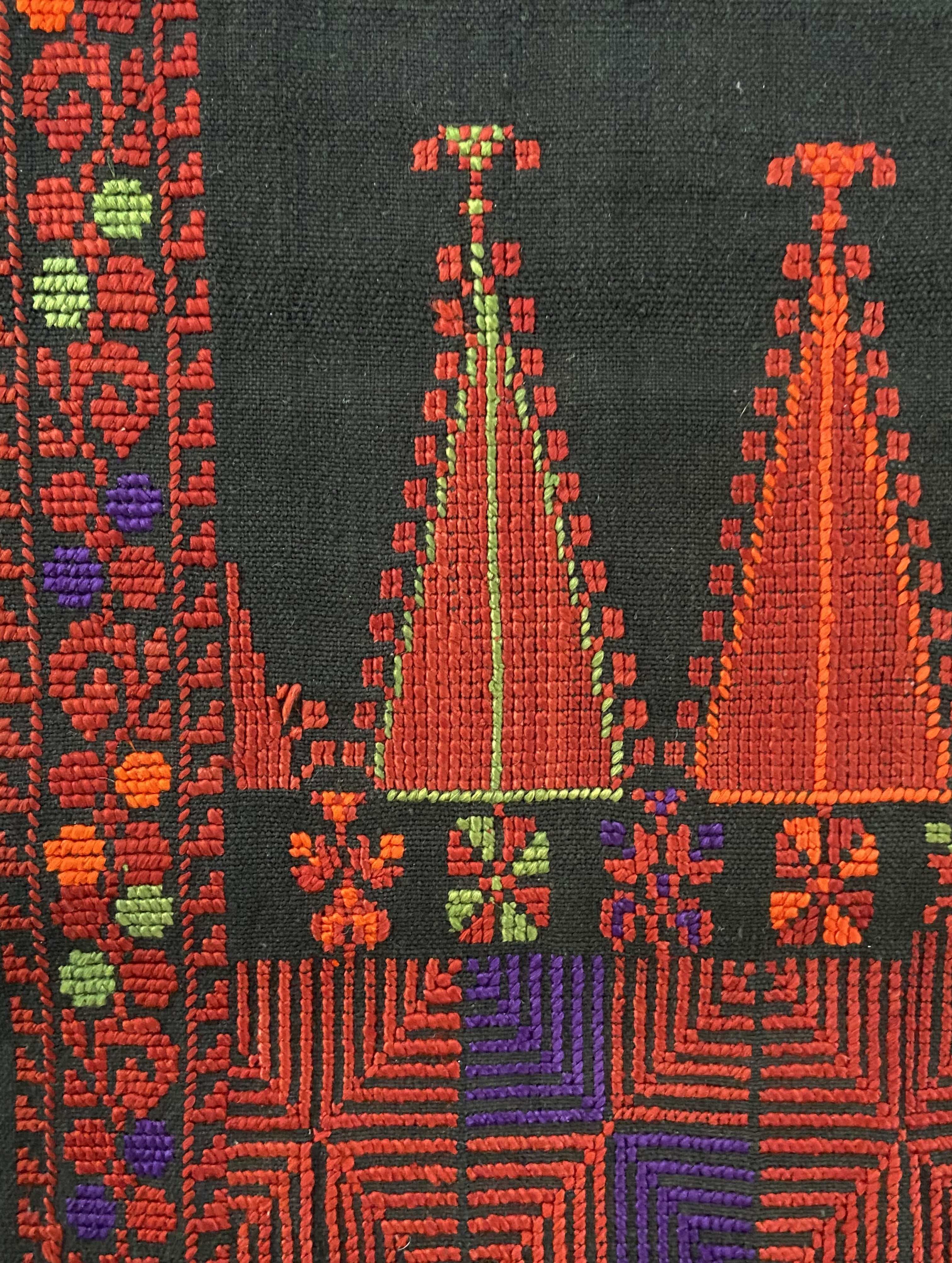
Saru patroon (cypres) uit Jaffa

### Oorspronkelijke borduurpatronen
In de negentiende en twintigste eeuw tot de Nakbah in 1948 waren tatreez-patronen op de thobe specifieke bloemen, bomen, planten en dieren, die deel uitmaakten van het natuurlijke landschap in Palestina. Een motief, zoals de levensboom of saru, een cipres, kon variëren van maker tot maker. Ook werden geometrische figuren gebruikt, zoals de 8-puntige ster en vierkanten. Uit de patronen en kleuren kon opgemaakt worden uit welke regio de drager afkomstig was en wat de burgerlijke en economische status van de drager was. De gebruikte kleuren, patronen en dieren en planten gaven de verschillende Palestijnse regio’s weer, en stonden voor de levensfasen en persoonlijke herinneringen van de drager. Ze vertelden het levensverhaal van de maker en de band met het land. De kennis over de patronen werd van generatie op generatie doorgegeven.

### Veranderingen in patronen na de Nakbah
Na de Nakbah van 1948 werden de tatreezpatronen symbolen die de identiteit van Palestina vertegenwoordigden. De oude symbolen bewezen voor de drager een connectie met een plaats, een bewijs dat ze daar gewoond hadden. Veel gezinnen bewaarden een thobe als bewijs van identiteit en bewijs van een link naar een woonplaats of verloren land.

## Politiek en verzet

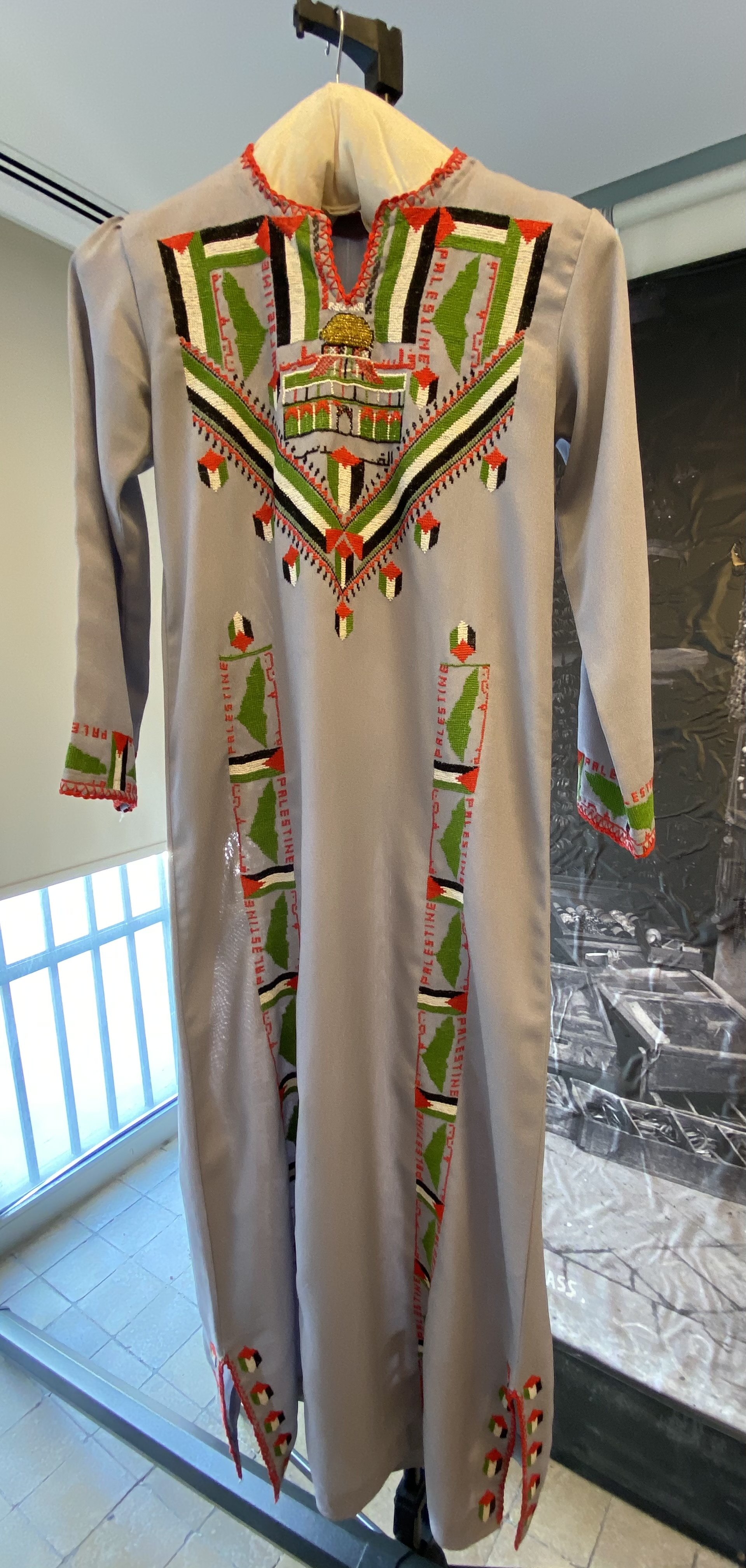
Thobe met de kleuren van de Palestijnse vlag

Tijdens de jaren ’80, de periode van de eerste intifada, werden er meer nationale symbolen geborduurd. Symbolen van de Palestijnse vlag werden toegevoegd in de patronen op de jurken. De kleuren van de Palestijnse vlag werden gebruikt in plaats van de traditionele rode en blauwe kleuren. Palestijnse namen van steden, kaarten van Palestina, Keffiyeh-patronen en gedichtstrofes werden geborduurd in plaats van de traditionele patronen.

## Unesco
Sinds 15 december 2021 staat het Palestijnse borduurwerk toegevoegd op de UNESCO-lijst van immaterieel cultureel erfgoed van de mensheid.